# Koo (xarxa social)
Koo és una xarxa social de microblogging, establerta a Bengaluru, Índia. El 2021 estava valorada en 100 milions de dòlars.Va ser fundada el 2019 pels desenvolupadors Aprameya Radhakrishna i Mayank Bidawatka. Radhakrishna havia fundat el servei de reserves de taxis en línia TaxiForSure, posteriorment venut a Ola Taxis. L'app es va publicar a inicis de 2020, després de guanyar un premi d'innovació. El 2022 va començar a oferir un servei d'autoverificació d'usuaris.
Abans que Koo, Bombinate Tecnologies Pvt Ltd (la seva empresa matriu) va desenvolupar la versió índia de Quora, anomenada Vokal.